# Ivar Bendixson
Ivar Otto Bendixson (Djurgårdsbrunnskanalen, Estocolmo, 1 de agosto de 1861 – Estocolmo, 29 de novembro de 1935) foi um matemático sueco.
Obteve um doutorado em 29 de maio de 1890 pela Universidade de Upsália.
Foi palestrante do Congresso Internacional de Matemáticos em Paris em 1900.

## Realizações científicas
Bendixson começou sua carreira na matemática pura, mas mais tarde passou a considerar também problemas de matemática aplicada. Seu primeiro trabalho de pesquisa foi sobre a teoria dos conjuntos e os fundamentos da matemática, seguindo as ideias introduzidas por Georg Cantor. Ele contribuiu com resultados importantes na topologia geral. Como um jovem estudante, Bendixson ficou conhecido provando que todo conjunto fechado não enumerável pode ser particionado como a reunião de um conjunto perfeito (o derivado de Bendixson do conjunto original) e um conjunto enumerável. Ele também deu outra contribuição importante ao dar o exemplo de um conjunto perfeito totalmente desconexo.
Com relação à solução de uma equação polinomial por radicais, Bendixson retornou à contribuição original de Niels Henrik Abel e mostrou que os métodos de Abel poderiam ser estendidos para descrever precisamente quais equações poderiam ser resolvidas por radicais.
O problema de análise que intrigou Bendixson mais do que todos os outros foi a investigação de curvas integrais para equações diferenciais de primeira ordem, em particular ele ficou intrigado com o comportamento complicado das curvas integrais na vizinhança de pontos singulares. O teorema de Poincaré-Bendixson, diz que uma curva integral que não termina em um ponto singular tem um ciclo limite, foi provado pela primeira vez por Henri Poincaré, mas uma prova mais rigorosa com hipóteses mais fracas foi dada por Bendixson em 1901.

Em 1902, ele derivou a desigualdade de Bendixson que coloca limites nas raízes características das matrizes.